# Controle deslizante

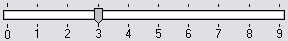
Um controle deslizante com aparência um pouco antiga.

Em computação, um controle deslizante (do inglês slider) é um elemento de interface gráfica (isto é um componente widget) que permite
ajustar o parâmetro em um intervalo de valores pré-definidos quando o usuário move o marcador. Controles deslizantes podem ser usados em conjunto com rótulo para mostrar os valores ajustados (por exemplo, nível de som em tocador de mídia).
Dependendo do gerenciador de janela ou aplicação em uso, existem muitos estilos de apresentação gráfica de controles deslizantes.